# Ecoparque Comfanorte
Ecoparque Comfanorte es un parque de recreación, ecológico y acuático ubicado en la ciudad de Cúcuta, en el departamento de Norte de Santander, Colombia. Exactamente se encuentra ubicado en el Kilómetro 1 vía Municipio de Los Patios. Es un servicio de Comfanorte, el cual cuenta con diferentes opciones de atracciones,  así se encuentre o no afiliado a esta caja de compensación familiar. Entre sus más destacadas atracciones se destacan: Piscina de Olas, La Granja Integral, Zona Deportiva, Gimnasio Biosaludable, Restaurante La Terraza Comfanorte y La Terraza Carbón y Piscina Desafío. Sus antecedentes su el Parque San Rafael y el Parque del Agua.

## Atracciones, actividades y servicios
- Parque de Agua
- Piscina Desafío
- Cancha Sintética
- Cancha Vóley
- Cancha Bolas Criollas
- Cancha Tejo
- Atracciones Mecánicas
- Canoas
- Granja
- Muro de escalar
- Camping